# Eulepidotis obscura
Eulepidotis obscura är en fjärilsart som beskrevs av Heinrich Benno Möschler 1890. Eulepidotis obscura ingår i släktet Eulepidotis och familjen nattflyn. Inga underarter finns listade i Catalogue of Life.